# Barrisca nannella
Espèce
Barrisca nannella est une espèce d'araignées aranéomorphes de la famille des Trechaleidae.

## Distribution
Cette espèce se rencontre au Pérou, en Colombie et au Panamá.

## Description
Le mâle décrit par Platnick en 1978 mesure 4,79 mm et la femelle 5,75 mm.

## Publication originale
- Chamberlin & Ivie, 1936 : New spiders from Mexico and Panama. Bulletin of the University of Utah, vol. 27, no 5, p. 1-103 (texte intégral).